# Nerone (nome)
Nerone  è un nome proprio di persona italiano maschile.

## Varianti in altre lingue
- Catalano: Neró[3]
- Francese: Néron
- Inglese: Nero[2]
- Latino: Nero[1][2][4]
- Polacco: Neron
- Russo: Нерон (Neron)
- Spagnolo: Nerón[3]
- Ungherese: Néró

## Origine e diffusione

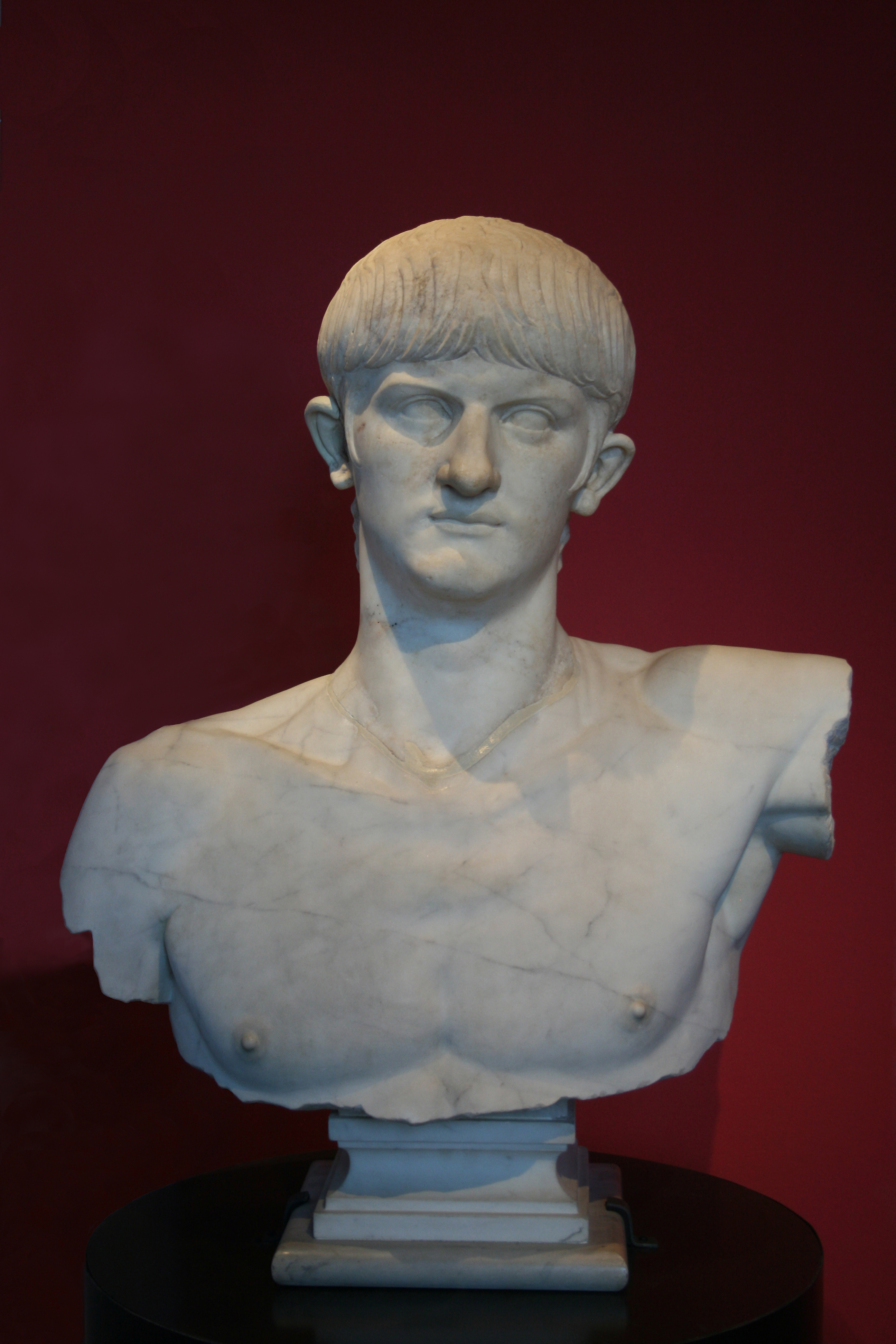
Busto raffigurante Nerone

Continua il cognomen romano Nero, di probabile origine sabina e avente il significato di "forte", "valente", lo stesso dei nomi Valente, Valerio, Drusilla e Indalecio.
Venne portato da Nerone, il noto imperatore a cui è spesso erroneamente attribuita la responsabilità del grande incendio di Roma, e che fu il primo a lanciare la persecuzione dei cristiani nell'Impero romano; la sua figura non ha favorito l'ingresso del nome nell'uso comune (in Italia gode di scarsa diffusione, anche se si contano alcuni esempi). Più fortuna ha avuto in ambiti anglofoni, dove è diffuso nella forma Nero.

## Onomastico
L'onomastico si festeggia il 1º novembre per la festa di Ognissanti, poiché il nome è adespota, ovvero non è portato da alcun santo.

## Persone
- Nerone Ceccarelli, scultore italiano
- Nerone Reddi, calciatore italiano

## Il nome nelle arti
- Nero Wolfe è un personaggio di svariati romanzi scritti da Rex Stout.